# Lijst van liederen van Joseph Marx
Dit is een lijst van liederen van Joseph Marx.

## Liederen

### Liederencycli
| Voltooid in | titel                    | delen | zang/instrumenten/aanmerkingen | tekstdichter |
| ----------- | ------------------------ | --- | --- | --- |
| 1907/1912   | Italienisches Liederbuch | Deel I. 1. Liebe 2. Ständchen 3. Der Dichter 4. Am Brunnen 5. Die Liebste spricht 6. Abends 7. Die Lilie 8. Wofür 9. Sendung Deel II. 1. Es zürnt das Meer 2. Die Begegnung 3. Die tote Braut 4. Wie reizend bist du 5. Am Fenster 6. Die Verlassene 7. Nimm dir ein schönes Weib 8. Venetianisches Wiegenlied | voor sopraan en piano, voor mezzosopraan en piano, voor bariton en piano en voor middenstem en piano; nr. 17 ook voor zangstem en orkest | Paul Heyse uit "Italienisches Liederbuch"                                                                            |
| 1930-1932   | Verklärtes Jahr          | 1. Abschied 2. Dezember 3. Lieder 4. In meiner Träume Heimat 5. Auf der Campagna | voor middenstem en orkest ook in een versie voor piano                                                                                   | 1. Konstantin Michailovitsj Fofanov 2. Otto Kernstock 3. Christian Morgenstern 4. Carl Hauptmann 5. van de componist |

### Liederen met orkest
| Nr. | Voltooid in | titel                                   | delen | zang/instrumenten/aanmerkingen | tekstdichter                                     |
| --- | ----------- | --------------------------------------- | ----- | --- | ------------------------------------------------ |
| 1   | 1908        | Und gestern hat er mir Rosen gebracht   |       | voor hoge stem en orkest | Thekla Lingen "Rosen", uit Am Scheidewege        |
| 2   | 1908        | Toskanischer Frühling                   |       | voor middenstem en orkest | Otto Erich Hartleben                             |
| 3   | 1908        | Hat Dich die Liebe berührt              |       | voor hoge of lage stem en orkest                                                                                                  | Paul Heyse                                       |
| 4   | 1909        | Japanisches Regenlied                   |       | voor middenstem en orkest | Karl Adolf Florenz                               |
| 5   | 1909        | Jugend und Alter                        |       | voor middenstem en orkest | Walt Whitman                                     |
| 6   | 1909        | Maienblüten                             |       | voor hoge stem en orkest | Ludwig Jacobowsky                                |
| 7   | 1909        | Sommerlied                              |       | voor hoge stem en orkest | Emmanuel Geibel                                  |
| 8   | 1910        | Barcarole                               |       | voor hoge stem en orkest | Adolf Friedrich von Schack                       |
| 9   | 1910        | Der bescheidene Schäfer                 |       | voor hoge stem en strijkorkest; ook in een versie voor zangstem en strijkkwartet                                                  | Christian Weisse                                 |
| 10  | 1910        | Marienlied                              |       | voor hoge stem en orkest | Novalis, pseudoniem van Friedrich von Hardenberg |
| 11  | 1911        | Erinnerung                              |       | voor middenstem en orkest | Joseph von Eichendorff                           |
| 12  | 1911        | Piemontesisches Volkslied               |       | voor hoge stem en strijkorkest; ook in een versie voor zangstem en strijkkwartet                                                  | Max Geissler                                     |
| 13  | 1911        | Waldseligkeit                           |       | voor hoge stem en strijkorkest; ook in een versie voor zangstem en strijkkwartet                                                  | Richard Dehmel                                   |
| 14  | 1911        | Zigeuner                                |       | voor hoge stem en orkest | Max Geissler                                     |
| 15  | 1912        | Am Brunnen                              |       | voor middenstem en strijkorkest; ook in een versie voor zangstem en strijkkwartet                                                 | Paul Heyse                                       |
| 16  | 1912        | Begegnung                               |       | voor middenstem en strijkorkest; ook in een versie voor zangstem en strijkkwartet                                                 | Paul Heyse                                       |
| 17  | 1912        | Der (Die) Liebste spricht               |       | voor middenstem en strijkorkest; ook in een versie voor zangstem en strijkkwartet                                                 | Paul Heyse                                       |
| 18  | 1912        | Sendung                                 |       | voor middenstem en strijkorkest; ook in een versie voor zangstem en strijkkwartet                                                 | Paul Heyse                                       |
| 19  | 1912        | Ständchen                               |       | voor hoge stem en strijkorkest; ook in een versie voor zangstem en strijkkwartet                                                  | Paul Heyse                                       |
| 20  | 1912        | Venetianisches Wiegenlied (Nina Ninana) |       | voor middenstem en orkest; ook in een versie voor zangstem en strijkorkest met harp; of voor middenstem en strijkkwartet met harp | Paul Heyse                                       |
| 21  | 1912        | Wofür                                   |       | voor middenstem en strijkorkest; ook in een versie voor zangstem en strijkkwartet                                                 | Paul Heyse                                       |
| 22  | 1913-1914   | Selige Nacht                            |       | voor hoge stem en orkest | Otto Erich Hartleben                             |

### Liederen met verschillende instrumenten
| Nr. | Voltooid in | titel                                     | delen                                                                          | zang/instrumenten/aanmerkingen | tekstdichter                        |
| --- | ----------- | ----------------------------------------- | ------------------------------------------------------------------------------ | --- | ----------------------------------- |
| 1   | 1916        | Vier Lieder                               | 1. Pan trauert um Syrinx 2. Adagio 3. Du bist der Garten 4. Durch Einsamkeiten | 1. een mythologische Scène voor hoge stem, dwarsfluit en piano 2. voor middenstem, cello en piano 3. voor middenstem, viool en piano 4. voor middenstem, altviool en piano | Anton Wildgans                      |
| 2   |             | Valse de Chopin                           |                                                                                | voor middenstem, strijkkwartet en piano | Albert Giraud uit "Pierrot Lunaire" |
| 3   |             | Sommerlied "O Sommerfrühe, blau und hold" |                                                                                | voor zangstem, strijkkwartet en piano | Emmanuel Geibel                     |

### Liederen met piano (of orgel)
| Nr. | Voltooid in | titel                                                          | delen | zang/instrumenten/aanmerkingen                                                                                              | tekstdichter                                                                                      |
| --- | ----------- | -------------------------------------------------------------- | ----- | --- | ------------------------------------------------------------------------------------------------- |
| 1   | 1901        | Im Frühling                                                    |       | voor tenor en piano | Johann Heinrich Vogeler                                                                           |
| 2   | 1901        | Traum durch die Dämmerung                                      |       | voor zangstem en piano | Alfred Fritsch                                                                                    |
| 3   | 1902        | Leuchtende Tage                                                |       | voor zangstem en piano | Ludwig Jacobowski                                                                                 |
| 4   | 1903        | Auftrag                                                        |       | voor zangstem en piano | Ludewig Heinrich Christoph Hölty                                                                  |
| 5   | 1903        | Wie einst                                                      |       | voor middenstem en piano | Ella Triebnigg-Pirkhert                                                                           |
| 6   | 1904        | Peregrina V                                                    |       | voor tenor en piano | Eduard Mörike                                                                                     |
| 7   | 1904        | Tuch der Tränen                                                |       | voor zangstem en piano | Paul Wertheimer                                                                                   |
| 8   | 1904        | Con sordino                                                    |       | voor tenor en piano | Hermann Hesse                                                                                     |
| 9   | 1905        | Lied                                                           |       | voor tenor en piano | Louis Charles Alfred de Musset                                                                    |
| 10  | 1905        | Schließe mir die Augen beid                                    |       | voor zangstem en piano | Theodor Storm                                                                                     |
| 11  | 1905        | Schönheit                                                      |       | voor tenor en piano | Carl Busse                                                                                        |
| 12  | 1906        | Septembermorgen                                                |       | voor zangstem en piano | Eduard Mörike                                                                                     |
| 13  | 1906        | Wanderers Nachtlied                                            |       | voor zangstem en piano | Johann Wolfgang von Goethe                                                                        |
| 14  | 1906        | Windräder                                                      |       | voor zangstem en piano | Oskar Falke                                                                                       |
| 15  | 1907        | Bitte                                                          |       | voor middenstem en piano | Hermann Hesse                                                                                     |
| 16  | 1907        | Der Gast                                                       |       | voor middenstem en piano | Theodor Fontane                                                                                   |
| 17  | 1907        | Der Gefangene                                                  |       | voor zangstem en piano | M. Graf                                                                                           |
| 18  | 1907        | Der Kuckuck ruft                                               |       | voor zangstem en piano | Franz Joseph Xaver von Königsbrunn-Schaup                                                         |
| 19  | 1907        | Liebe (Nr. 1 uit de liederencyclus "Italienisches Liederbuch") |       | voor sopraan en piano | Paul Heyse                                                                                        |
| 20  | 1907        | Lob des Frühlings                                              |       | voor zangstem en piano | Johann Ludwig Uhland                                                                              |
| 21  | 1908        | Christbaum                                                     |       | voor zangstem en piano | Ada Christen, pseudoniem van Christiane Rosalia Friederik                                         |
| 22  | 1908        | Der Denker                                                     |       | voor zangstem en piano | Walter Calé                                                                                       |
| 23  | 1908        | Ein Fichtenbaum steht einsam                                   |       | voor zangstem en piano | Heinrich Heine                                                                                    |
| 24  | 1908        | Ein goldenes Kettlein                                          |       | voor zangstem en piano | R. Graf                                                                                           |
| 25  | 1908        | Hat dich die Liebe berührt                                     |       | voor zangstem en piano; ook in een versie voor zangstem en orkest                                                           | Paul Heyse                                                                                        |
| 26  | 1908        | Hochsommernacht                                                |       | voor zangstem en piano | Martin Greif, pseudoniem van Friedrich Hermann Frey                                               |
| 27  | 1908        | Im Maien                                                       |       | voor zangstem en piano | Julius Rodenberg                                                                                  |
| 28  | 1908        | Serenata                                                       |       | voor zangstem en piano | M. Graf                                                                                           |
| 29  | 1908        | Toscanischer Frühling                                          |       | voor zangstem en piano; ook in een versie voor zangstem en orkest                                                           | Otto Erich Hartleben                                                                              |
| 30  | 1909        | Barcarole                                                      |       | voor zangstem en piano; ook in een versie voor zangstem en orkest                                                           | Adolf Friedrich von Schack                                                                        |
| 31  | 1909        | Dein Blick                                                     |       | voor zangstem en piano | Paul Mongré                                                                                       |
| 32  | 1909        | Der Ton                                                        |       | voor middenstem en piano | Knut Hamsun                                                                                       |
| 33  | 1909        | Die Elfe                                                       |       | voor zangstem en piano | Joseph Karl Benedikt Freiherr von Eichendorff                                                     |
| 34  | 1909        | Die Violine                                                    |       | voor middenstem en piano | Otto Erich Hartleben naar Albert Giraud "Violon de Lune", uit "Pierrot lunaire"                   |
| 35  | 1909        | Ein Drängen ist in meinem Herzen                               |       | voor zangstem en piano | Stefan Zweig                                                                                      |
| 36  | 1909        | Ein junger Dichter denkt an die Geliebte                       |       | voor middenstem en piano | Hans Bethge naar een gedicht van Sao Han (701-762)                                                |
| 37  | 1909        | Erinnerung                                                     |       | voor zangstem en piano; ook in een versie voor zangstem en orkest                                                           | Joseph Karl Benedikt Freiherr von Eichendorff "In der Fremde", uit "Wanderlieder"                 |
| 38  | 1909        | Frage und Antwort                                              |       | voor sopraan en piano | Friedrich Rückert                                                                                 |
| 39  | 1909        | Gesang des Lebens                                              |       | voor zangstem en piano | Otto Erich Hartleben                                                                              |
| 40  | 1909        | Herbstzeitlose                                                 |       | voor middenstem en piano | Emil Rudolf Osman, Prins von Schönaich-Carolath                                                   |
| 41  | 1909        | Japanisches Regenlied (Japans gedicht)                         |       | voor zangstem en piano; ook in een versie voor middenstem en orkest                                                         | Karl Adolf Florenz, uit "Endlose Liebe", uit "Dichtergrüsse aus dem Osten, Japanische Dichtungen" |
| 42  | 1909        | Jugend und Alter                                               |       | voor middenstem en piano; ook in een versie voor middenstem en orkest                                                       | Walt Whitman                                                                                      |
| 43  | 1909        | Kolumbine                                                      |       | voor middenstem en piano | Otto Erich Hartleben, naar Albert Giraud, "À Colombine", uit "Pierrot lunaire"                    |
| 44  | 1909        | Lenzfahrt                                                      |       | voor zangstem en piano | Conrad Ferdinand Meyer                                                                            |
| 45  | 1909        | Maienblüten                                                    |       | voor hoge stem en piano; ook in een versie voor hoge stem en orkest                                                         | Ludwig Jacobowsky                                                                                 |
| 46  | 1909        | Marienlied                                                     |       | voor hoge stem en piano; ook in een versie voor hoge stem en orgel; ook in en versie voor hoge stem en orkest               | Novalis, pseudoniem van Friedrich von Hardenberg                                                  |
| 47  | 1909        | Neugriechisches Mädchenlied                                    |       | voor zangstem en piano | Emmanuel Geibel                                                                                   |
| 48  | 1909        | O süßer Tod                                                    |       | voor middenstem en piano | August von Platen-Hallermünde                                                                     |
| 49  | 1909        | Pierrot Dandy                                                  |       | voor zangstem en piano | Albert Giraud, "Pierrot Dandy", uit "Pierrot lunaire"                                             |
| 50  | 1909        | Sommerlied "O Sommerfrühe, blau und hold"                      |       | voor zangstem en piano; ook in een versie voor zangstem en orkest                                                           | Emmanuel Geibel                                                                                   |
| 51  | 1909        | Und gestern hat er mir Rosen gebracht                          |       | voor hoge stem en piano; ook in een versie voor hoge stem en orkest                                                         | Thekla Lingen                                                                                     |
| 52  | 1909        | Valse de Chopin                                                |       | voor middenstem en piano; ook in een versie voor middenstem en pianokwintet                                                 | Albert Giraud uit "Pierrot Lunaire"                                                               |
| 53  | 1909        | Warnung                                                        |       | voor zangstem en piano | volkslied                                                                                         |
| 54  | 1910        | An einen Herbstwald                                            |       | voor middenstem en piano | Wladimir Freiherr von Hartlieb                                                                    |
| 55  | 1910        | Dem Genius des Augenblicks                                     |       | voor middenstem en piano | Paul Mongré                                                                                       |
| 56  | 1910        | Der bescheidene Schäfer                                        |       | voor sopraan en piano | Christian Felix Weisse                                                                            |
| 57  | 1910        | Der Rauch                                                      |       | voor zangstem en piano | Rudolf Hans Bartsch                                                                               |
| 58  | 1910        | Gebet                                                          |       | voor middenstem en piano | Gustav Falke                                                                                      |
| 59  | 1910        | Lied eines Mädchens                                            |       | voor middenstem en piano | Wladimir Freiherr von Hartlieb                                                                    |
| 60  | 1910        | Nachtgebet                                                     |       | voor tenor en piano | Eckhard Heinrich Hess                                                                             |
| 61  | 1910        | Regen                                                          |       | voor middenstem en piano | Richard von Schaukal, naar Paul Verlaine "Il pleure dans mon cœur", uit "Romances sans paroles"   |
| 62  | 1910        | Sonnenland                                                     |       | voor middenstem en piano | Anna Ritter, "Warnung", uit "Fremdes Leben"                                                       |
| 63  | 1910        | Traumgekrönt                                                   |       | voor zangstem en piano | Rainer Maria Rilke                                                                                |
| 64  | 1911        | Nocturne                                                       |       | voor zangstem en piano | Otto Erich Hartleben                                                                              |
| 65  | 1911        | Piemontesisches Volkslied                                      |       | voor hoge stem en piano; ook in een versie voor hoge stem en strijkorkest; ook in een versie voor zangstem en strijkkwartet | Max Geissler                                                                                      |
| 66  | 1911        | Sancta Maria                                                   |       | voor zangstem en piano | Alfred Mombert                                                                                    |
| 67  | 1911        | Schlafend trägt man mich                                       |       | voor zangstem en piano | Alfred Mombert                                                                                    |
| 68  | 1911        | Vergessen                                                      |       | voor middenstem en piano | Arno Holz                                                                                         |
| 69  | 1911        | Waldseligkeit                                                  |       | voor hoge stem en piano; ook in een versie voor hoge stem en strijkorkest; ook in een versie voor zangstem en strijkkwartet | Richard Dehmel                                                                                    |
| 70  | 1911        | Wanderliedchen                                                 |       | voor zangstem en piano | Max Geissler                                                                                      |
| 71  | 1911        | Zigeuner                                                       |       | voor hoge stem en piano; ook in een versie voor hoge stem en orkest                                                         | Max Geissler                                                                                      |
| 72  | 1912        | Selige Nacht                                                   |       | voor hoge stem en piano; ook in een versie voor hoge stem en orkest                                                         | Otto Erich Hartleben                                                                              |
| 73  | 1914        | Herbst                                                         |       | voor middenstem en piano | van de componist                                                                                  |
| 74  | 1915        | Isolde                                                         |       | voor middenstem en piano | Bruno Frank                                                                                       |
| 75  | 1935        | Gleich einer versunkenen Melodie                               |       | voor zangstem en piano | Christian Morgenstern                                                                             |
| 76  | 1935        | Nachts                                                         |       | voor zangstem en piano | Christian Morgenstern                                                                             |
| 77  | 1944        | Spaziergang                                                    |       | voor zangstem en piano | Alfred Mombert                                                                                    |

### Liederen met piano (zonder datum - in alfabetische volgorde)
| Nr. | titel                                | zang/instrumenten/aanmerkingen | tekstdichter                                        |
| --- | ------------------------------------ | ------------------------------ | --------------------------------------------------- |
| 1   | Abend                                | voor zangstem en piano         | Martin Greif, pseudoniem van Friedrich Hermann Frey |
| 2   | Abendläuten                          | voor zangstem en piano         | Christian Morgenstern                               |
| 3   | Abendlied                            | voor zangstem en piano         | Gottfried Keller                                    |
| 4   | Alte Burg                            | voor zangstem en piano         | Alfred Fritsch                                      |
| 5   | Auf einem Kirchhof                   | voor zangstem en piano         | Alfred Fritsch                                      |
| 6   | Berghymne                            | voor zangstem en piano         | Alfred Fritsch                                      |
| 7   | Der alt Holunderbaum                 | voor zangstem en piano         | R. Graf                                             |
| 8   | Der Dornstrauch                      | voor zangstem en piano         | Stefan Zweig                                        |
| 9   | Der Mond                             | voor zangstem en piano         | Johann Heinrich Vogeler                             |
| 10  | Der Ocean                            | voor zangstem en piano         | Müller                                              |
| 11  | Der Waldbach rauscht Erinnerung      | voor zangstem en piano         | Christian Morgenstern                               |
| 12  | Die Sängerin                         | voor zangstem en piano         |                                                     |
| 13  | Ein Brettellied im Volkston          | voor zangstem en piano         |                                                     |
| 14  | Erscheinung                          | voor zangstem en piano         | Emil Rudolf Osman, Prinz von Schönaich-Carolath     |
| 15  | Erstorbner Wald, kein Blättchen bebt | voor zangstem en piano         |                                                     |
| 16  | Frühe Nacht                          | voor zangstem en piano         |                                                     |
| 17  | Frühlingsliedchen                    | voor zangstem en piano         | Alfred Fritsch                                      |
| 18  | Gedenkst du noch                     | voor zangstem en piano         |                                                     |
| 19  | Geständnis                           | voor zangstem en piano         | Gustav Falke                                        |
| 20  | Gott                                 | voor zangstem en piano         | Ludwig Jacobowsky                                   |
| 21  | Grabschrift                          | voor zangstem en piano         | Theodor Fontane                                     |
| 22  | Heilige Fahrt                        | voor zangstem en piano         | Mahr                                                |
| 23  | Herbstabend                          | voor zangstem en piano         | Carl Busse                                          |
| 24  | Impression V                         | voor zangstem en piano         | Alfred Fritsch                                      |
| 25  | In der Nacht                         | voor zangstem en piano         | Otto Julius Bierbaum                                |
| 26  | Jasmin                               | voor zangstem en piano         | Gödel                                               |
| 27  | Knabe und Bächlein                   | voor zangstem en piano         | Alfred Fritsch                                      |
| 28  | Lange Liebe                          | voor zangstem en piano         | Alfred Fritsch                                      |
| 29  | Largo                                | voor zangstem en piano         | Alfred Fritsch                                      |
| 30  | Leise weht durch die Natur           | voor zangstem en piano         |                                                     |
| 31  | Lorbeer und Rose                     | voor zangstem en piano         | Alfred Fritsch                                      |
| 32  | Mädchens Maiklage                    | voor zangstem en piano         | Alfred Fritsch                                      |
| 33  | Märchen                              | voor zangstem en piano         |                                                     |
| 34  | Melancholie                          | voor zangstem en piano         | Wilhelm Arent                                       |
| 35  | Morgengruß                           | voor zangstem en piano         | Johann Heinrich Vogeler                             |
| 36  | Nach Hause                           | voor zangstem en piano         | Ludwig Jacobowsky                                   |
| 37  | Nimmersatte Sehsucht                 | voor zangstem en piano         | Alfred Fritsch                                      |
| 38  | Noch blühen Rosen                    | voor zangstem en piano         | Karl Vanselow                                       |
| 39  | Phantasie                            | voor zangstem en piano         | R. Graf                                             |
| 40  | Requiem                              | voor zangstem en piano         | Conrad Ferdinand Meyer                              |
| 41  | Sang des Schiffermädels              | voor zangstem en piano         | Otto Julius Bierbaum                                |
| 42  | Sehnsucht                            | voor zangstem en piano         | Ludwig Jacobowsky                                   |
| 43  | Spätsommerliedchen                   | voor zangstem en piano         | Alfred Fritsch                                      |
| 44  | Spielmannslied                       | voor zangstem en piano         | Emil Rudolf Osman, Prins von Schönaich-Carolath     |
| 45  | Stirb!                               | voor zangstem en piano         | John Henry Mackay                                   |
| 46  | Traumbild                            | voor zangstem en piano         | Stiglic                                             |
| 47  | Traum einer Toten                    | voor zangstem en piano         | Alfred Fritsch                                      |
| 48  | Über den Bergen                      | voor zangstem en piano         | Carl Busse                                          |
| 49  | Über Tag und Nacht                   | voor zangstem en piano         |                                                     |
| 50  | Vale Carissima                       | voor zangstem en piano         | Karl Stieler                                        |
| 51  | Verklärung                           | voor zangstem en piano         | R. Graf                                             |
| 52  | Vita somnium breve                   | voor zangstem en piano         | R. Graf                                             |
| 53  | Wäsche im Wind                       | voor zangstem en piano         |                                                     |
| 54  | Warte noch                           | voor zangstem en piano         | Julius von Rodenberg                                |
| 55  | Wie einst                            | voor zangstem en piano         | Alfred Fritsch                                      |
| 56  | Wiegenlied                           | voor zangstem en piano         | Gustav Falke                                        |
| 57  | Winter                               | voor zangstem en piano         | Cale                                                |